# Яницкий, Игорь Николаевич
Игорь Николаевич Яницкий (9 ноября 1927, Москва — 10 августа 2022)— советский и российский геофизик, геолог.
Автор научного открытия о связи аномалий гелия с глубинными разломами земной коры (зарегистрировано в 
«Государственном реестре научных открытий СССР» под № 68 от 30 декабря 1968 г.). Разработчик «Способа обнаружения возможности наступления катастрофических явлений» (роспатент № 2030769. 1995 г.). Ветеран Великой Отечественной войны. Ветеран военной разведки.

## Биография
Родился в Москве. Начал работать в 1942 году учеником моториста в Лётно-испытательной станции Яковлевского Конструкторского бюро. Учился на курсах по изучению ракетной техники и на горном факультете Всесоюзного заочного политехнического института (ВЗПИ).
C 1948 года работал в ВИМС (Всероссийский научно-исследовательский институт минерального сырья им. Н. М. Федоровского) — головной организации по обеспечению сырьевой базы «Атомного проекта» (Создание советской атомной бомбы). Разработал и внедрил впервые в мире технологию гелиеметрии (наземной и аэрографической гелиевой съёмки), которая использовалась для поиска месторождений полезных ископаемых, в том числе углеводородов, урана и других руд.
Скончался 10 августа 2022 года.
Награждён многими знаками отличия, в том числе: Орденом Дружбы Народов (за работу по обеспечению безопасности атомных электростанций).

## Основные публикации
- Гелиевая съёмка. М., Изд. Недра, 1979 г.
- Новое в науках о Земле. М., Изд. Агар, 1998 г. ISBN 5-89218-080-8
- Физика и религия. Рекомендации по уменьшению уровня потерь в масштабах цивилизации. М., Изд. Агар, 1998 г. ISBN 5-89218-080-8
- К тайне Всемирного потопа. Физика и механизмы процесса. М. Изд. Гелиос. 2001 г. ISBN 5-93644-003-6, 5-344-00006-5
- Живая Земля. Состав и свойства вещества в недрах Земли. М. РИЦ ВИМС, 2005 г. ISBN 5-901837-12-6